# Cryptophagus lysholmi
Cryptophagus lysholmi là một loài bọ cánh cứng trong họ Cryptophagidae. Loài này được Munster miêu tả khoa học năm 1932.